# Simon Ax
Simon Kristoffer Ax, född 12 januari 1983 i Malung, är en svensk snowboardåkare. Han är uppvuxen i Malung.
Ax har bland annat tagit ett VM-silver och vunnit big air-världscupen.